# Expresso Itamarati
A Expresso Itamarati é uma empresa brasileira que atua no ramo de transportes. Sua sede localiza-se na cidade de São José do Rio Preto, estado de São Paulo. 
Serve a centenas de municípios do norte, centro, noroeste e sudeste de São Paulo, Minas Gerais, Goiás, Mato Grosso e Rondônia. Transporta mensalmente, cerca de 1.400.000 passageiros. Seus veículos percorrem por mês mais de 3.500.000 quilômetros e consomem aproximadamente 1.000.000 de litros de combustível. Mais de 1.200 funcionários trabalham na matriz e em mais de 20 filiais espalhadas pela vasta região de atuação da empresa.
Pertence ao Grupo Comporte, conglomerado de transportes liderado pelo empresário Nenê Constantino, que também controla a Gol Linhas Aéreas.

## História
Começou a operar em 1951 quando o imigrante espanhol José Oger e os filhos Affonso e Clowis resolveram entrar para o negócio de transporte coletivo de passageiros. Primeiro, compraram as três jardineiras Ford F-5, que faziam a linha São José do Rio Preto – Novo Horizonte, na região noroeste do Estado de São Paulo. Nascia a empresa Oger & Filhos que em 1960 alterou sua razão social para a atual.
Aos poucos, a empresa foi adquirindo novos veículos e novas linhas. Em 1968, foi incorporada a Viação Tamoio e, em 1971, a ITAMARATI aumentou ainda mais sua frota e o número de localidades atendidas com a aquisição das linhas e dos veículos da Viação Aprazível Paulista (VAP). Ainda na primeira metade dos anos 70, a ITAMARATI assinalou outra página importante na história, em 1973, pela primeira vez, os ônibus cruzaram o rio Paraná e fizeram a travessia para o Mato Grosso do Sul, ligando o extremo noroeste paulista com o caminho para a fronteira agrícola do Centro-Oeste brasileiro. A façanha só foi possível porque a própria empresa implantou um sistema de travessia do rio através de balsas. No início, criado exclusivamente para os ônibus, esse sistema de travessias acabou dando origem à Unidade de Negócio de Transporte Hidroviário que durante 25 anos, o então Porto Itamarati e seus ferry-boats, responderam pela travessia de automóveis e caminhões entre os dois Estados.
Foi na Pedro Amaral, em São José do Rio Preto, que tudo começou e hoje é na Av. Tarraf que funciona a oficina / funilaria e a sede administrativa da empresa. Foi na década de 80 que o negócio de cargas teve seu início e o negócio ônibus ampliou sua participação de mercado, através de um crescimento orgânico, conquistando liderança regional.
Na década de noventa a empresa teve um grande crescimento no negócio de cargas bem como conquistou mercados mais atrativos, além de ter iniciado um processo de profissionalização. Entretanto, nem tudo foi flor. Algumas mudanças no comando da empresa, impregnadas por divergências culturais, comprometeram o clima interno, além de algumas decisões equivocadas no negócio.
O compromisso com o futuro faz parte da nova logomarca e do novo visual dos veículos, adotados pelo Expresso Itamarati em 1997.
O visual propõe uma nova imagem da Itamarati junto a seu público alvo. A letra, de linhas retas, tem a vantagem de ser melhor visualizada à distância. O traço levemente curvo do "i" contribui para uma ideia de arrojo e ousadia.
Ao lado da letra, uma asa estilizada simboliza rapidez. E o espaço compreendido entre esses dois elementos cria uma área imaginária representando a pedra branca que inspirou o nome da empresa. (Itamarati, em tupi, significa "lugar da pedra branca").
Os detalhes na cor dourada fazem referência ao Jubileu de Ouro. O vermelho é marcante, mantendo a ligação com as cores já tradicionais no visual da empresa desde a fundação.

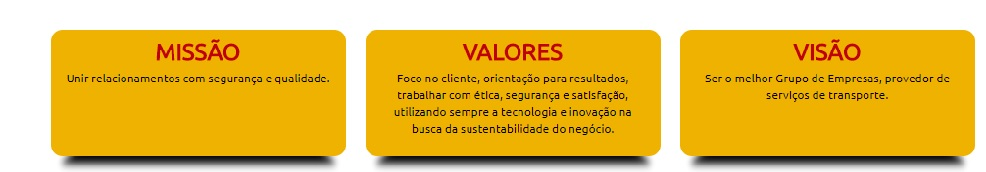
O estágio de alta qualidade e a excelência de serviços da Expresso Itamarati estão projetados, por exemplo, pela introdução de um novo conceito em matéria de transporte de passageiros na região – o Itamarati Classic, com exibição de filmes, horários leito e salas vip como opção de embarque e desembarque em algumas das principais cidades servidas.

A partir do ano de 2000, com a chegada do novo milênio, podemos afirmar que a Itamarati entrou numa das maiores transformações de sua história. O alinhamento de comando foi o passo inicial para o novo salto da empresa. A partir daí, várias ações tiveram grande significado nesse processo de transformação. Podemos destacar aquelas mais representativas que caracterizam bem esta fase. A desaceleração do negócio carga e foco no negócio de transporte de passageiros, com a formulação do trabalho de Posicionamento Competitivo e institucionalização de um Sistema de Gestão, demonstram quão profundas estão sendo estas transformações. Como consequência natural destes movimentos, houve uma grande mudança societária em que uma das famílias, núcleo de um dos fundadores (Clowis Oger), vendeu a sua parte acionária a um grupo de empresários do setor, representado pela Holding “Comporte”, mais conhecidos como a família dos Constantinos. Apesar da origem familiar, hoje a “Comporte” tem uma estrutura totalmente profissionalizada que, juntamente com os profissionais da Itamarati, irão, com certeza, criar uma nova era de sinergias e oportunidades para o negócio Itamarati. Em Novembro de 2009 a empresa estendeu sua área de atuação, adquirindo novas linhas.